# Emiliano (cônsul em 276)
Emiliano (em latim: Aemilianus) foi um oficial romano do século III, ativo durante o reinado do imperador Tácito (r. 275–276). Em 276, ocupou a posição de cônsul posterior com Tácito. Talvez fosse filho de Fúlvio Emiliano, cônsul de 249.